# Xian de Jing'an
Pour les articles homonymes, voir Jing'an.
Le xian de Jing'an (chinois : 靖安县 ; pinyin : jìng'ān xiàn) est un district administratif de la province du Jiangxi en Chine. Il est placé sous la juridiction de la ville-préfecture de Yichun.

## Démographie
La population du district était de 137 407 habitants en 1999.